# Dane pri Ribnici
Dane pri Ribnici is een plaats in Slovenië en maakt deel uit van de gemeente Ribnica in de NUTS-3-regio Jugovzhodna Slovenija. De plaats telde 64 inwoners op 2019.